# Ciclismo nos Jogos Pan-Americanos de 2011 - Omnium feminino
A competição do Omnium feminino foi um dos eventos do ciclismo de pista nos Jogos Pan-Americanos de 2011 em Guadalajara. Foi disputada no Velódromo Pan-Americano nos dias 19 e 20 de outubro.

## Calendário
Horário local (UTC-6).
| Data          | Horário | Fase                         |
| ------------- | ------- | ---------------------------- |
| 19 de outubro | 10:00   | Flying Lap                   |
| 19 de outubro | 10:55   | Corrida por pontos           |
| 19 de outubro | 16:30   | Corrida de eliminação        |
| 20 de outubro | 10:30   | Perseguição individual       |
| 20 de outubro | 16:00   | Scratch                      |
| 20 de outubro | 16:55   | 500 m contra o relógio Final |

## Medalhistas
| Ouro   | VEN Angie González |
| Prata  | MEX Sofía Arreola  |
| Bronze | CUB Marlies Mejías |

## Resultados

### Flying Lap
| Pos. | Ciclista           | País           | Tempo  |
| ---- | ------------------ | -------------- | ------ |
| 1    | Marlies Mejías     | CUB Cuba       | 14.404 |
| 2    | Stephanie Roorda   | CAN Canadá     | 14.706 |
| 3    | Angie González     | VEN Venezuela  | 14.750 |
| 4    | Sofía Arreola      | MEX México     | 14.967 |
| 5    | Lorena Vargas      | COL Colômbia   | 15.170 |
| 6    | Paola Muñoz        | CHI Chile      | 15.266 |
| 7    | Talia Aguirre      | ARG Argentina  | 15.553 |
| 8    | María Bone         | ECU Equador    | 15.566 |
| 9    | Janildes Fernandes | BRA Brasil     | 15.670 |
| 10   | Marcela Rubiano    | CRC Costa Rica | 16.135 |

### Corrida por pontos
| Pos. | Ciclista           | País           | Pontos |
| ---- | ------------------ | -------------- | ------ |
| 1    | Angie González     | VEN Venezuela  | 35     |
| 2    | Sofía Arreola      | MEX México     | 32     |
| 3    | Lorena Vargas      | COL Colômbia   | 26     |
| 4    | Marcela Rubiano    | CRC Costa Rica | 23     |
| 5    | María Bone         | ECU Equador    | 20     |
| 6    | Janildes Fernandes | BRA Brasil     | 15     |
| 7    | Stephanie Roorda   | CAN Canadá     | 13     |
| 8    | Paola Muñoz        | CHI Chile      | 12     |
| 9    | Marlies Mejias     | CUB Cuba       | 12     |
| 10   | Talia Aguirre      | ARG Argentina  | DNF    |

### Corrida de eliminação
| Pos. | Ciclista           | País           |
| ---- | ------------------ | -------------- |
| 1    | Angie González     | VEN Venezuela  |
| 2    | Sofía Arreola      | MEX México     |
| 3    | Paola Muñoz        | CHI Chile      |
| 4    | Lorena Vargas      | COL Colômbia   |
| 5    | Marlies Mejías     | CUB Cuba       |
| 6    | Stephanie Roorda   | CAN Canadá     |
| 7    | Talia Aguirre      | ARG Argentina  |
| 8    | Janildes Fernandes | BRA Brasil     |
| 9    | María Bone         | ECU Equador    |
| 10   | Marcela Rubiano    | CRC Costa Rica |

### Perseguição individual
| Pos. | Ciclista           | País           | Tempo    | Obs.                             |
| ---- | ------------------ | -------------- | -------- | -------------------------------- |
| 1    | Stephanie Roorda   | CAN Canadá     | 3:37.544 | Recorde dos Jogos Pan-Americanos |
| 2    | Marlies Mejías     | CUB Cuba       | 3:38.126 |                                  |
| 3    | Angie González     | VEN Venezuela  | 3:39.467 |                                  |
| 4    | Sofía Arreola      | MEX México     | 3:41.612 |                                  |
| 5    | Lorena Vargas      | COL Colômbia   | 3:47.282 |                                  |
| 6    | Paola Muñoz        | CHI Chile      | 3:49.970 |                                  |
| 7    | Janildes Fernandes | BRA Brasil     | 3:50.184 |                                  |
| 8    | Talia Aguirre      | ARG Argentina  | 3:54.442 |                                  |
| 9    | Marcela Rubiano    | CRC Costa Rica | 4:00.411 |                                  |
| 10   | María Bone         | ECU Equador    | 4:01.063 |                                  |

### Scratch
| Pos. | Ciclista           | País           | Voltas atrás |
| ---- | ------------------ | -------------- | ------------ |
| 1    | Sofía Arreola      | MEX México     |              |
| 2    | Talia Aguirre      | ARG Argentina  |              |
| 3    | Paola Muñoz        | CHI Chile      |              |
| 4    | Angie González     | VEN Venezuela  |              |
| 5    | Lorena Vargas      | COL Colômbia   |              |
| 6    | Marlies Mejías     | CUB Cuba       |              |
| 7    | Stephanie Roorda   | CAN Canadá     |              |
| 8    | Marcela Rubiano    | CRC Costa Rica |              |
| 9    | María Bone         | ECU Equador    |              |
| 10   | Janildes Fernandes | BRA Brasil     |              |

### 500 m contra o relógio
| Pos. | Ciclista           | País           | Tempo  |
| ---- | ------------------ | -------------- | ------ |
| 1    | Marlies Mejías     | CUB Cuba       | 35.211 |
| 2    | Angie González     | VEN Venezuela  | 35.984 |
| 3    | Paola Muñoz        | CHI Chile      | 36.901 |
| 4    | Sofía Arreola      | MEX México     | 37.143 |
| 5    | Stephanie Roorda   | CAN Canadá     | 37.189 |
| 6    | Lorena Vargas      | COL Colômbia   | 37.888 |
| 7    | Talia Aguirre      | ARG Argentina  | 38.198 |
| 8    | María Bone         | ECU Equador    | 38.937 |
| 9    | Janildes Fernandes | BRA Brasil     | 39.608 |
| 10   | Marcela Rubiano    | CRC Costa Rica | 40.294 |

### Classificação final
| Pos.              | Ciclismo           | País           | Total |
| ----------------- | ------------------ | -------------- | ----- |
| Medalha de ouro   | Angie González     | VEN Venezuela  | 14    |
| Medalha de prata  | Sofía Arreola      | MEX México     | 17    |
| Medalha de bronze | Marlies Mejías     | CUB Cuba       | 24    |
| 4                 | Stephanie Roorda   | CAN Canadá     | 28    |
| 5                 | Lorena Vargas      | COL Colômbia   | 28    |
| 6                 | Paola Muñoz        | CHI Chile      | 29    |
| 7                 | Janildes Fernandes | BRA Brasil     | 49    |
| 8                 | María Bone         | ECU Equador    | 49    |
| 9                 | Talia Aguirre      | ARG Argentina  | 51    |
| 10                | Marcela Rubiano    | CRC Costa Rica | 51    |

Legenda
| Recorde mundial                  | Recorde mundial (World record)               |                       | Recorde africano                      | Recorde africano (African) |                                           | Q | Classificado por posição (Qualified) |
| Recorde dos Jogos Pan-Americanos | Recorde pan-americano (Pan-American record)  | Recorde da América    | Recorde da América (Americas)         | q                          | Classificado por melhor tempo (Qualified) |   |                                      |
| Melhor marca do ano              | Melhor marca do ano (World leading)          | Recorde asiático      | Recorde asiático (Asian)              | DNS                        | Não largou (Did not start)                |   |                                      |
| Recorde nacional                 | Recorde nacional (National record)           | Recorde europeu       | Recorde europeu (European)            | DNF                        | Não terminou (Did not finish)             |   |                                      |
| Recorde pessoal                  | Recorde pessoal do atleta (Personal best)    | Recorde da Oceania    | Recorde da Oceania (Oceania)          | DSQ / DQ                   | Desclassificado (Disqualified)            |   |                                      |
| Recorde da temporada             | Recorde da temporada do atleta (Season best) | Recorde sul-americano | Recorde sul-americano (South America) | NM                         | Sem marca (No mark)                       |   |                                      |